# Kennedia prostata
Kennedia prostata är en ärtväxtart som beskrevs av Robert Brown. Kennedia prostata ingår i släktet Kennedia och familjen ärtväxter. Inga underarter finns listade i Catalogue of Life.